# Shinjuku
Shinjuku (新宿区, Shinjuku-ku) est l'un des 23 arrondissements spéciaux de Tokyo (区, ku) fondés en 1947 en remplacement de la municipalité de Tokyo. En 2008, sa population était de 313 806 personnes pour une superficie de 18,23 km2. C'est là que se trouve le gouvernement de la métropole de Tokyo.

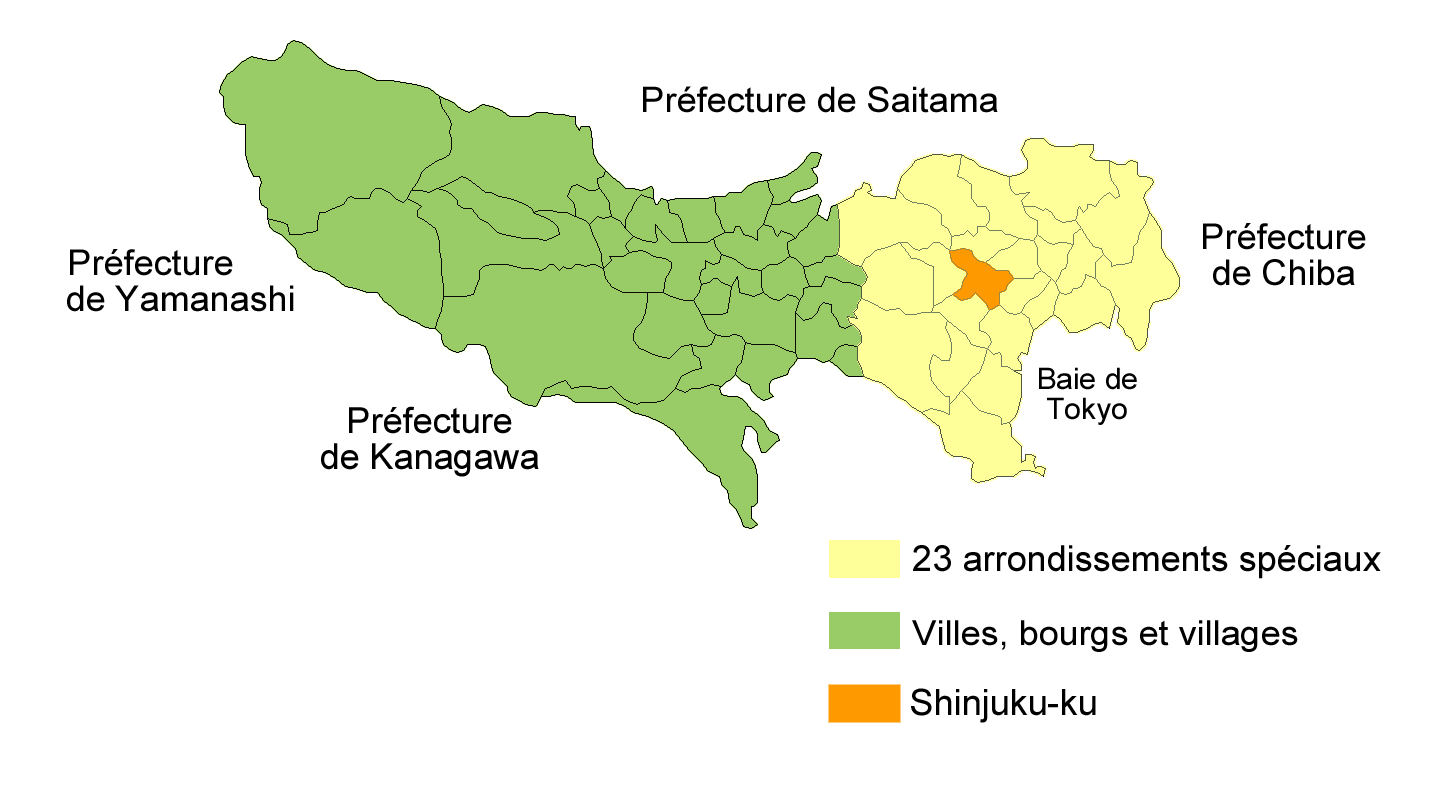
Situation de Shinjuku-ku dans la métropole de Tokyo.

Shinjuku est l'arrondissement de Tokyo comptant le plus grand nombre d'étrangers. Au 1er octobre 2005, on en comptait 29 353 de 107 nationalités différentes[réf. nécessaire]. Il s'agit d'abord de ressortissants de Corée (du Nord et du Sud), de Chine, du Viêt Nam, de Birmanie et des Philippines.
De façon plus restreinte, Shinjuku est un quartier situé autour de la gare de Shinjuku. C'est l'un des quartiers les plus animés de Tokyo, mais aussi un haut lieu des affaires abritant le siège de nombreuses grandes sociétés. La plupart des grands magasins japonais (Isetan, Keiō, Odakyu, Marui, Seibu, Takashimaya et Tōkyū) sont présents à Shinjuku. On y trouve aussi des cinémas, restaurants, bars, et des hôtels internationaux.

## Géographie
Les arrondissements limitrophes de Shinjuku sont : Chiyoda à l'est ; Bunkyō et Toshima au nord ; Nakano à l'ouest, et Shibuya et Minato au sud. Nerima se situe à une centaine de mètres. Le point culminant de Shinjuku est la colline de Hakone, 44,6 m, dans le parc Toyama à l'est des stations de Takadanobaba et de Shin-Okubo. Le point le plus bas est 4,2 m près d'Iidabashi.

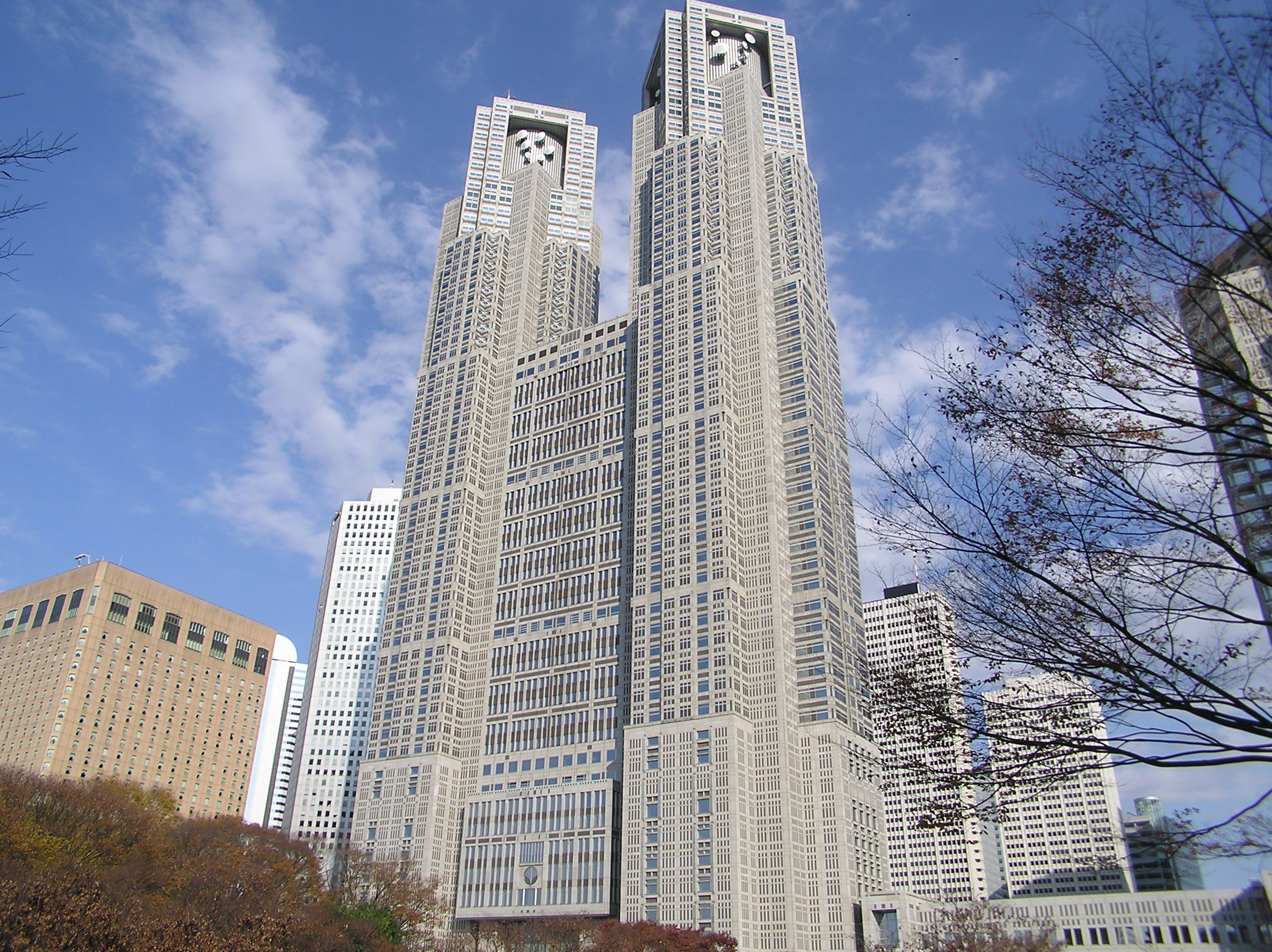
Siège du gouvernement métropolitain de Tokyo.

À l'ouest de la gare se trouve Nishi-shinjuku (Shinjuku ouest), où se situe le gouvernement métropolitain de Tokyo (東京都庁舎, Tokyo-to Chōsha, abrégé en Tōchō, la « mairie » centrale). Le bâtiment de la mairie, commencé en 1988 et achevé en 1991, formé de deux tours jumelles de 48 étages, était le plus haut de la ville (242,9 mètres) jusqu'en 2006. Il a été conçu par l'architecte Kenzo Tange et l'accès aux deux tours est libre et gratuit. L'observatoire, à 202 mètres, permet de découvrir de très belles vues d'ensemble de l'est de Tokyo et aussi le sud-ouest, vers le mont Fuji (quand la météo le permet).
Les environs de la mairie sont composés essentiellement de gratte-ciel, comme la Shinjuku Park Tower ou la tour Tōkyō Opera City.

### Quartiers de l'arrondissement de Shinjuku
L'arrondissement de Shinjuku comporte de nombreux quartiers dont ceux-ci :
- Shinjuku, quartier central donnant son nom à l'arrondissement et aussi au quartier autour de la station principale, la gare de Shinjuku, et la location[pas clair] du Shinjuku gyoen, comprenant notamment Shinjuku ni-chōme, le principal quartier gay au Japon ;
- Nishi-shinjuku, quartier des gratte-ciel, à l'ouest de la gare de Shinjuku, où se trouve notamment la mairie de Tokyo ;
- Kabukichō, quartier « chaud » de Shinjuku, célèbre pour ses bars à hôtesses mais aussi pour une forte présence des yakuzas, où sont également situées la mairie de Shinjuku-ku et la zone appelée Golden Gai , Kabukichō se trouve au nord-est de la gare de Shinjuku, accessible facilement depuis la sortie Est[2].
- Okubo, le quartier coréen de Tokyo ;
- Shinanomachi, quartier près du Stade olympique de Tokyo et d'autres stades sportifs ;
- Takadanobaba, quartier des étudiants ;
- Ichigaya, quartier commercial à l'est de Shinjuku et abritant l'Université Hōsei (法政大学, Hōsei daigaku?).

## Histoire

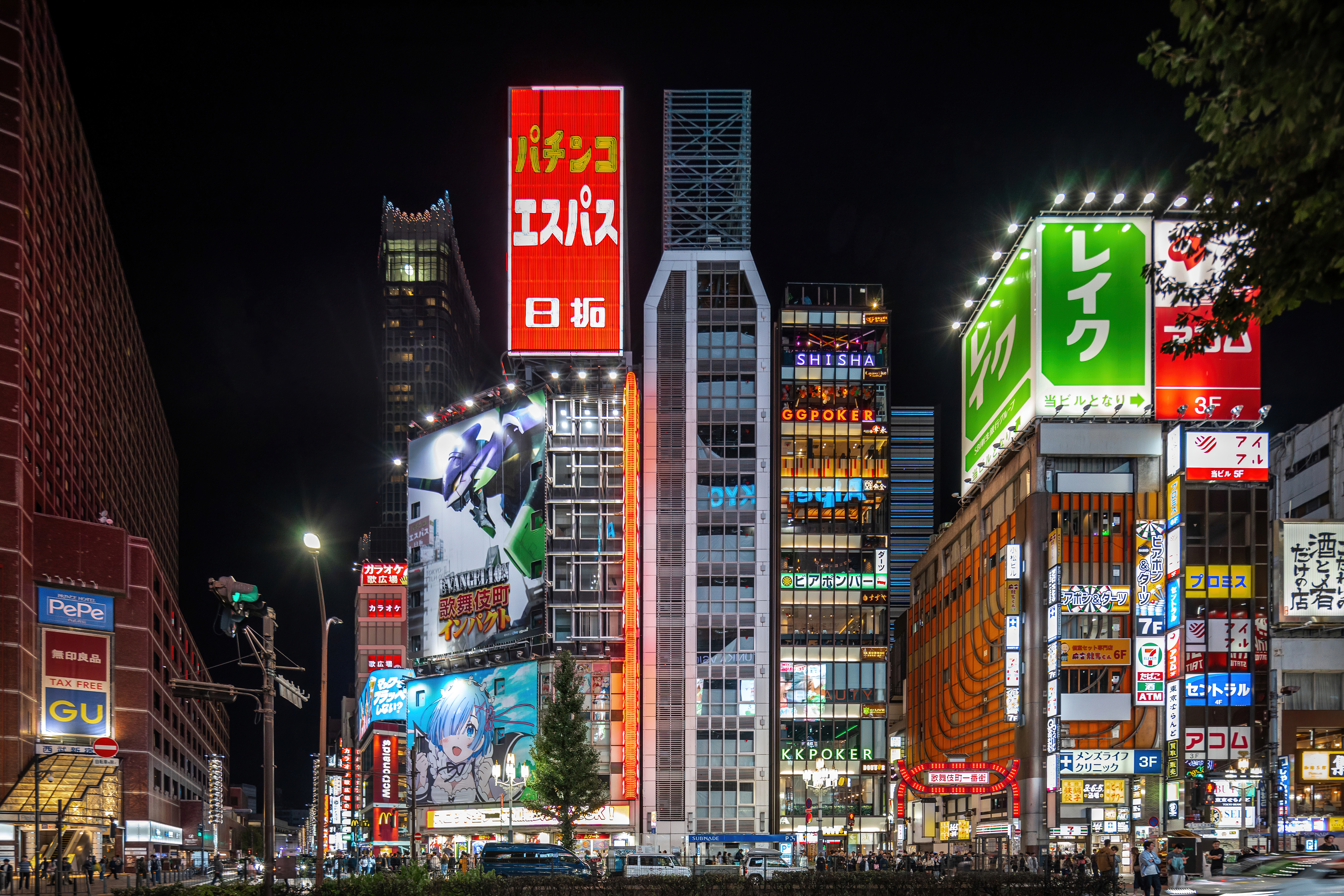
Urbanisme dans l'arrondissement Shinjuku.

En 1634, pendant l'époque d'Edo, et à la suite de la construction des douves du château d'Edo, un certain nombre de temples et sanctuaires ont déménagé vers le quartier de Yotsuya à l'ouest de Shinjuku. En 1698, Naitō-Shinjuku a développé un nouveau tracé d'une route passant désormais par Shinjuku, Kōshū Kaidō, une des cinq routes principales de l'époque. Naitō était le nom de famille d'un daimyō dont la maison se trouvait dans la région, et est maintenant un parc public, le Shinjuku gyoen.
La gare de Shinjuku a été inaugurée le 1er mars 1885 sur la ligne Akabane-Shinagawa devenue aujourd'hui la ligne Yamanote.
En 1920, la ville de Naitō-Shinjuku, qui comprenait une grande partie de l'actuel Shinjuku, a été intégrée dans la ville de Tokyo. L'arrondissement de Shinjuku a commencé à se développer dans sa forme actuelle à la suite du séisme de Kantō en 1923, après que l'on a découvert que le lieu était une zone sismique stable car il avait très largement échappé à la dévastation du séisme. Pour cette raison, de nos jours, l'ouest de Shinjuku est une des rares zones de Tokyo comprenant un grand nombre de gratte-ciel.
En 1927 s'ouvre la première librairie Kinokuniya et ,en 1933, le grand magasin Isetan, deux symboles du quartier de Shinjuku. Le cinéma Musashinokan, qui projetait des films étrangers, et le théâtre de variétés Moulin Rouge Shinjuku-za (ムーランルージュ新宿座), attirent alors les foules.

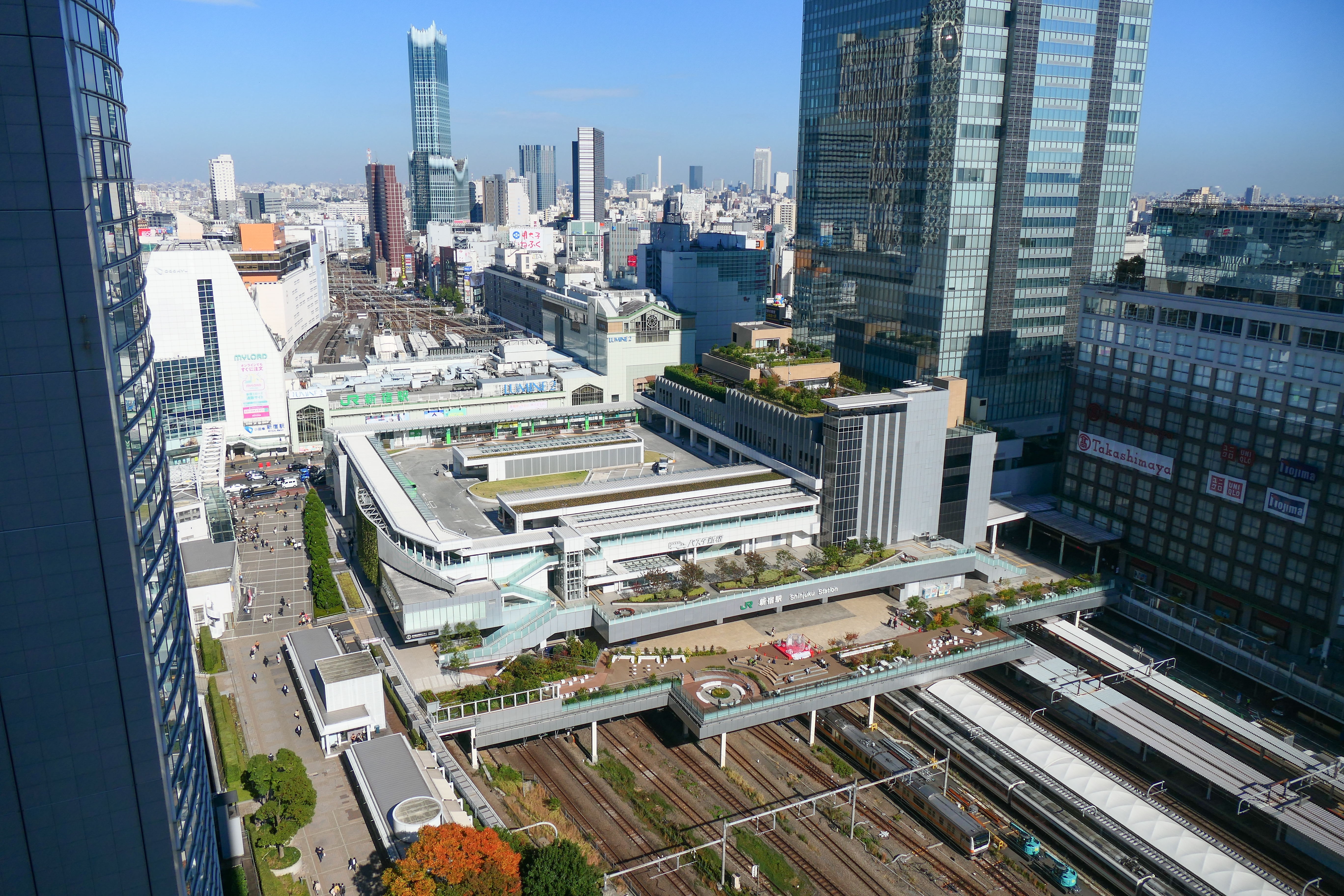
Gare actuelle de Shinjuku.

De mai à octobre 1945, les raids aériens sur Tokyo ont détruit près de 90 % des bâtiments autour de la zone de la gare de Shinjuku. Le quartier devient alors une plaque tournante du marché noir et un quartier chaud à Shinjuku ni-chōme.
Le découpage des différents quartiers de Tokyo, comprenant celui de Shinjuku, est resté le même car la plupart des routes et des rails ont résisté bien que très largement endommagés après les bombardements. Ils sont au cœur même de Shinjuku pour la construction d'après guerre. Seul le quartier de Kabuki-cho a nécessité un plan de reconstruction intégral. L'actuel découpage de l'arrondissement est défini le 15 mars 1947, avec la fusion des quartiers de Yotsuya, Ushigome et Yodobashi, dès lors compris dans l'arrondissement de Shinjuku.
Dans les années 1960, le quartier Shinjuku ni-chōme devient le quartier gay de Tokyo. L'arrondissement a hébergé des épreuves d'athlétisme aux jeux olympiques d'été de 1964 ; le marathon et le 50 kilomètres marche.
En 1991, le siège du gouvernement métropolitain de Tokyo a été déplacé du quartier de Marunouchi de Chiyoda vers le bâtiment actuel à Shinjuku (le Tokyo International Forum se trouve désormais dans l'ancien bâtiment du siège du gouvernement, qui reste inoccupé).

## Économie
De nombreuses entreprises ont un siège social ou des bureaux dans l'arrondissement de Shinjuku :
- NTT East y a établi son siège social.
- Olympus Corporation , fabricant international d'appareils photos et de dispositifs médicaux possède son siège social à Shinjuku.
- Les bureaux de l'entreprise Seiko Epson se situent dans le Shinjuku NS Building (à Nishi-Shinjuku)[7].
- Le siège social d'Atlus est à Kagurazaka[8].
- Les bureaux de Nissin Foods à Tokyo sont dans l'arrondissement Shinjuku[9].
- Airtransse, une compagnie aérienne locale, a son siège social à Shinjuku gyoen (Shinjuku)[10].
- Shinchosha, maison d'édition, a son siège social à Yaraichō (Shinjuku)[11].
- Futabasha, maison d'édition, a son siège social à Higashigokenchō (Shinjuku)[12].
- Yoshinoya, chaîne de restauration rapide, a son siège social à Da Vinci Shinjuku Building (ダヴィンチ新宿ビル, Davinchi Shinjuku biru?) (Shinjuku)[13].
- Le siège social de H.I.S. est dans la Shinjuku Oak Tower à Nishi-Shinjuku (Shinjuku)[14]
- Subaru et Fuji Heavy Industries ont leur siège social basé à Shinjuku[15].
- Taisei Corporation a son siège social à Shinjuku[16].
- Enoki Films a son siège social à Shinjuku[17].
- Jorudan a son siège social à Shinjuku[18],[19].

## Gouvernement
Comme les autres arrondissements de Tokyo, Shinjuku a un statut équivalent à une municipalité. Le conseil municipal (区議会, kugikai) se compose de 38 membres élus. L'adresse de la mairie est 1-4-1 Kabukichō.

## Transport

### Rail
Il y a plusieurs gares dans l'arrondissement et parmi elles, la gare de JR East Shinjuku, qui voit plus de deux millions de passagers par jour, est la station principale. On y compte aussi plusieurs exploitants privés de trains et de métro desservant l'arrondissement.
- JR East
  - ligne Yamanote : Takadanobaba, Shin-Ōkubo, et Shinjuku
  - ligne Chūō, ligne Chūō-Sōbu: Yotsuya, Shinanomachi, Shinjuku et Ōkubo
  - ligne Saikyō, ligne Shōnan-Shinjuku : Shinjuku
  - Narita Express
- Tokyo Metro
  - ligne Marunouchi : Yotsuya, Yotsuya-sanchōme, Shinjuku-Gyoenmae, Shinjuku-sanchōme, Shinjuku, Nishi-Shinjuku
  - ligne Yūrakuchō : Iidabashi
  - ligne Tōzai : Kagurazaka, Waseda, Takadanobaba, Ochiai
  - ligne Namboku : Iidabashi, Ichigaya, Yotsuya
  - ligne Fukutoshin : Shinjuku-Sanchōme, Higashi-Shinjuku et Nishi-Waseda
- Toei
  - ligne Shinjuku : Akebonobashi, Shinjuku-sanchōme, Shinjuku
  - ligne Ōedo : Ochiai-Minami-Nagasaki, Nakai, Nishi-Shinjuku-gochōme, Tochōmae, Kokuritsu-Kyōgijō, Ushigome-Kagurazaka, Ushigome-Yanagicho, Wakamatsu Kawada, Higashi-Shinjuku et Shinjuku-Nishiguchi
  - ligne Toden Arakawa: Omokagebashi et Waseda
- Odakyū
  - ligne Odawara : Shinjuku
- Keio
  - ligne Keiō, ligne nouvelle Keiō : Shinjuku
- Seibu
  - ligne Shinjuku : Seibu-Shinjuku, Takadanobaba, Shimo-ochiai, Nakai

## Universités
- Université Kogakuin[20]
- Université Chuo
- Université Gakushuin Women's
- Université Keiō
- Université Mejiro
- Université Tokyo Fuji
- Université Tokyo Medical
- Université de la science de Tokyo
- Université Tokyo Women's Medical
- Université Waseda

## Dans la culture populaire

### Films
L'arrondissement de Shinjuku est le lieu principal d'action[réf. nécessaire] de nombreux films dont :
- Tokyo Pop (en) (1988)
- Lost in Translation (2003)
- 5 Centimètres par seconde (2007)
- Shinjuku Incident (2009)
- Ichi the Killer (2001)

### Mangas
L'Arc Bataille de Shinjuku du manga Jujutsu Kaisen se déroule dans ce district ainsi que City Hunter et sa "suite parallèle", Angel heart.
Shinjuku est mis en scène par la mangaka Ōgeretsu Tanaka dans Happy of the End.

## Galerie

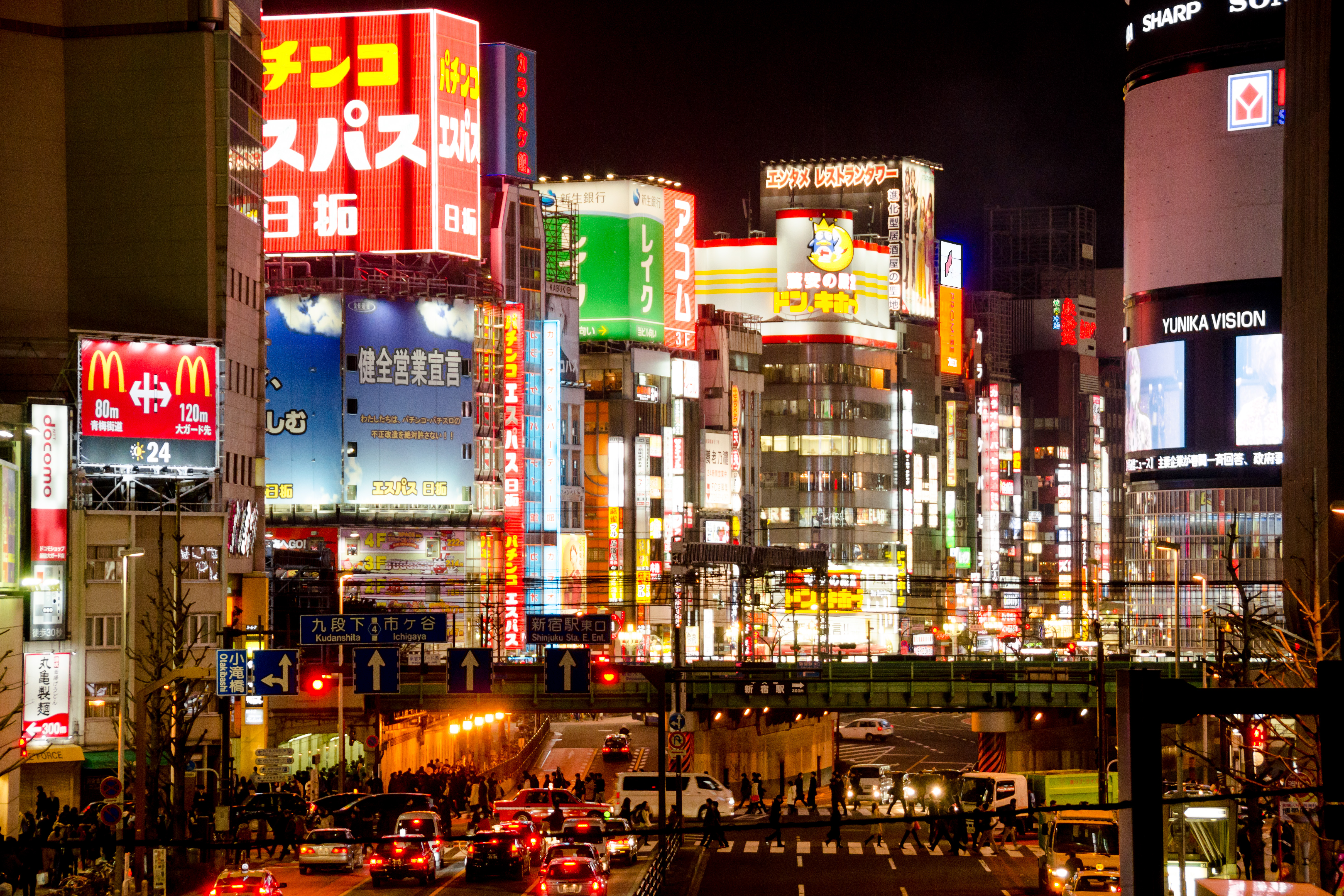
Shinjuku de nuit.
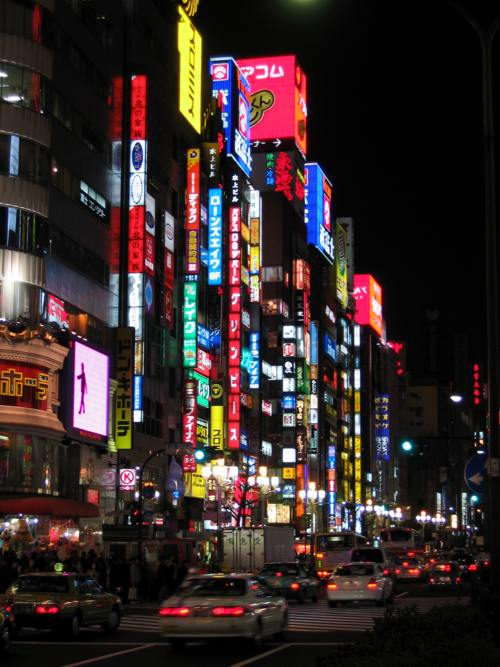
Yasukuni-dori, Shinjuku.
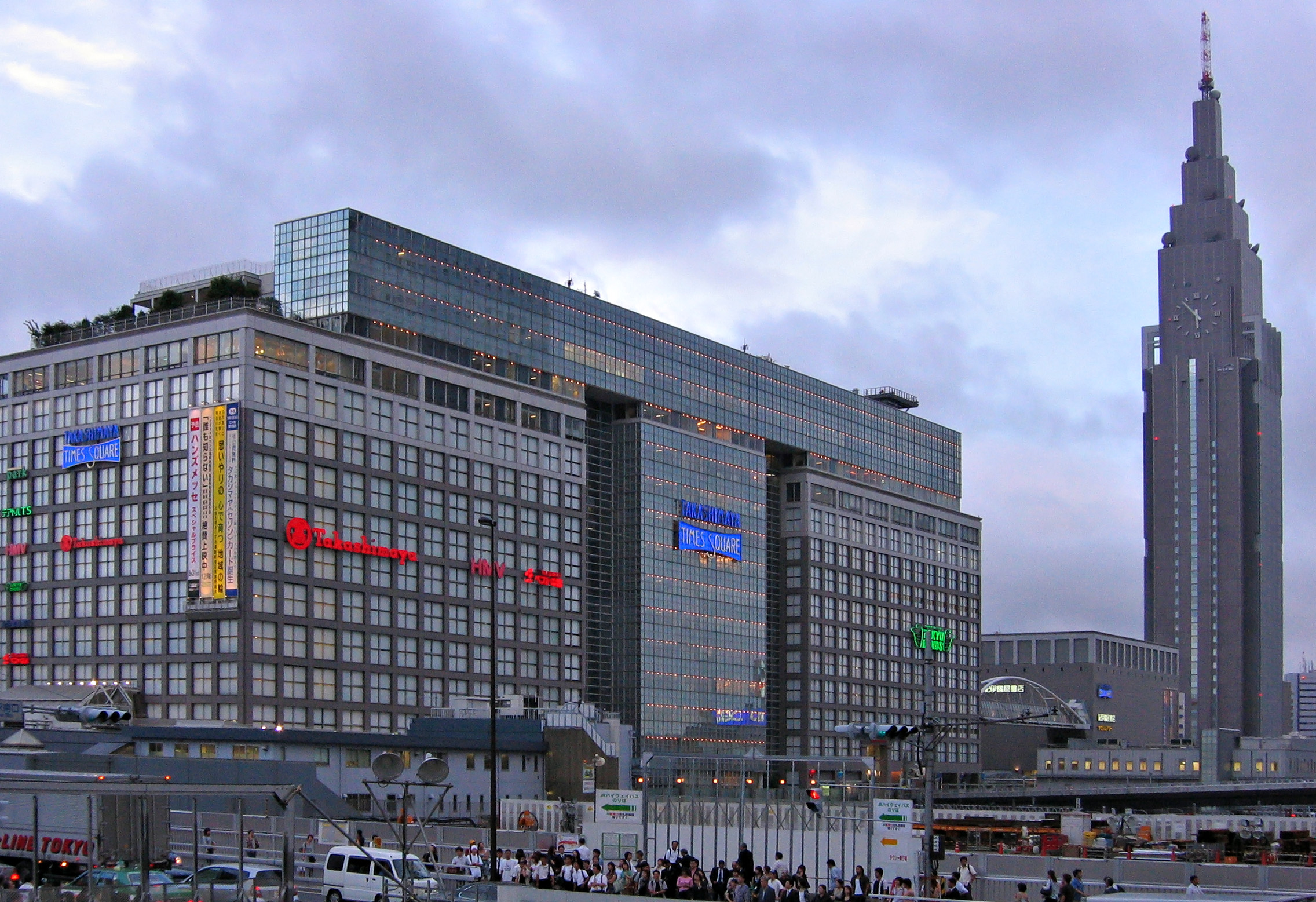
Shinjuku.
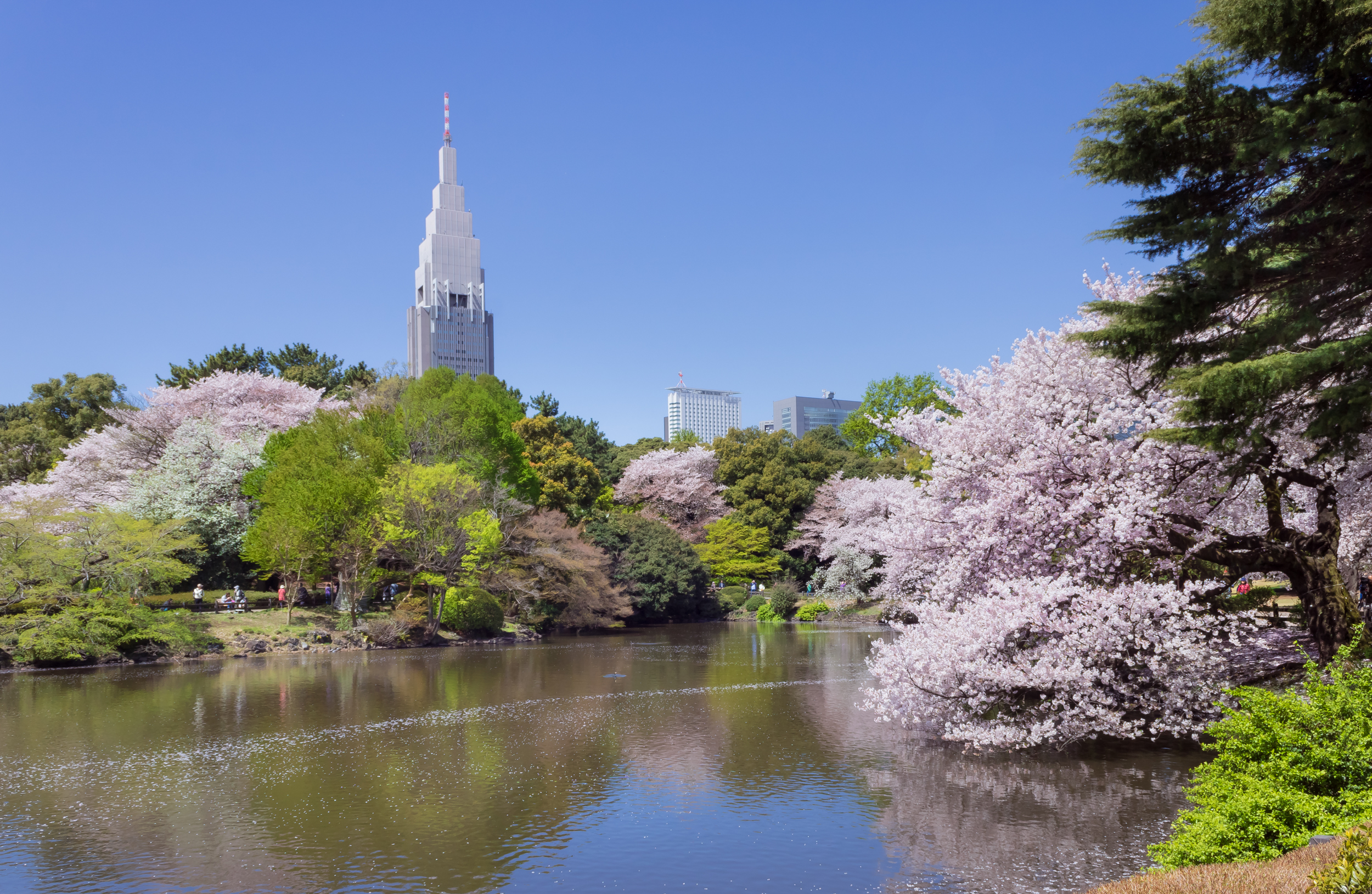
Shinjuku gyoen.
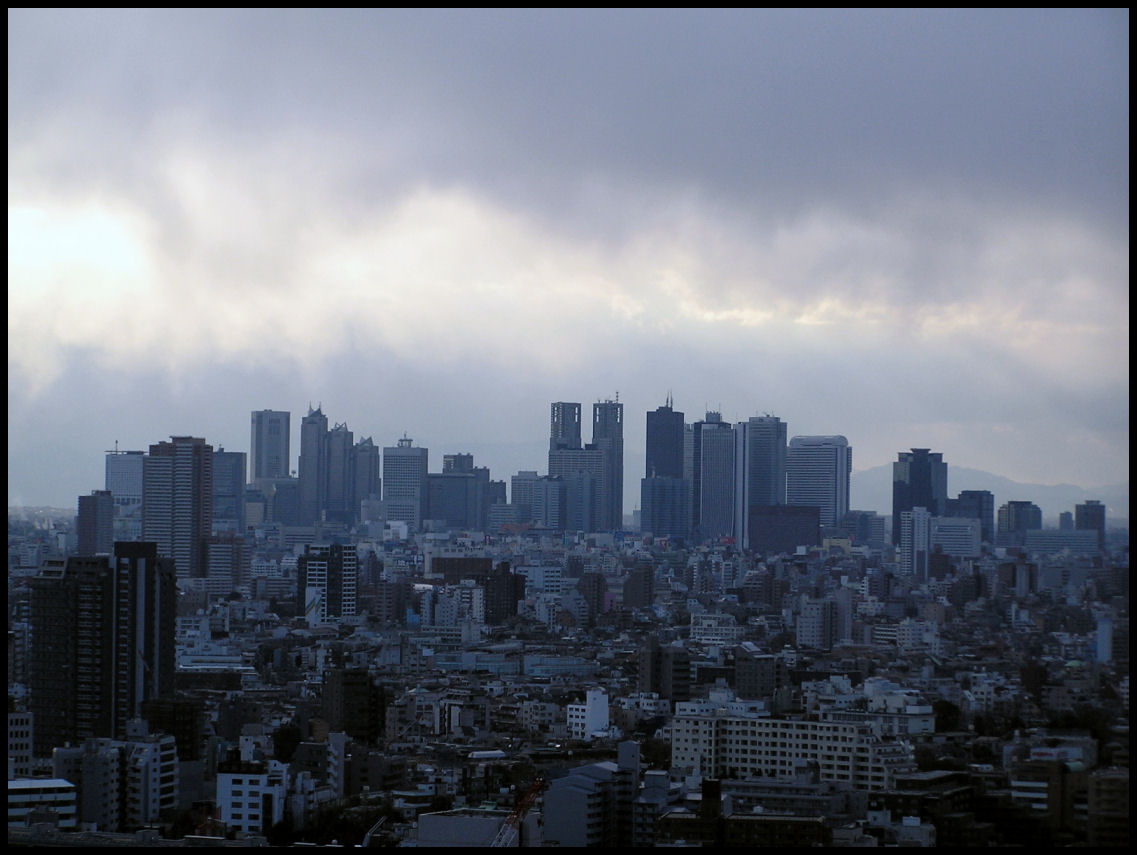
Gratte-ciel de Shinjuku.
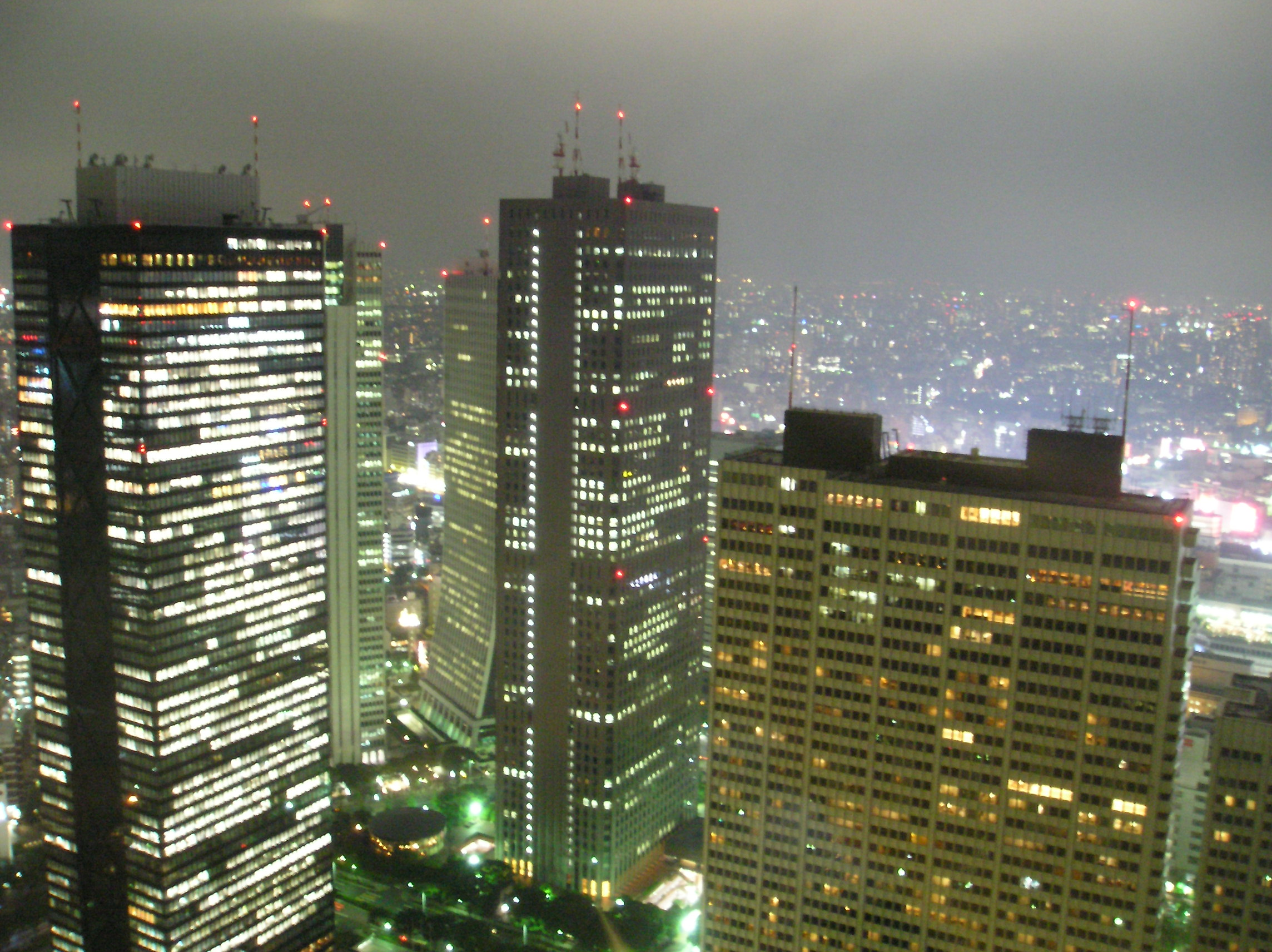
Shinjuku de nuit, photo prise de la mairie de Tokyo.
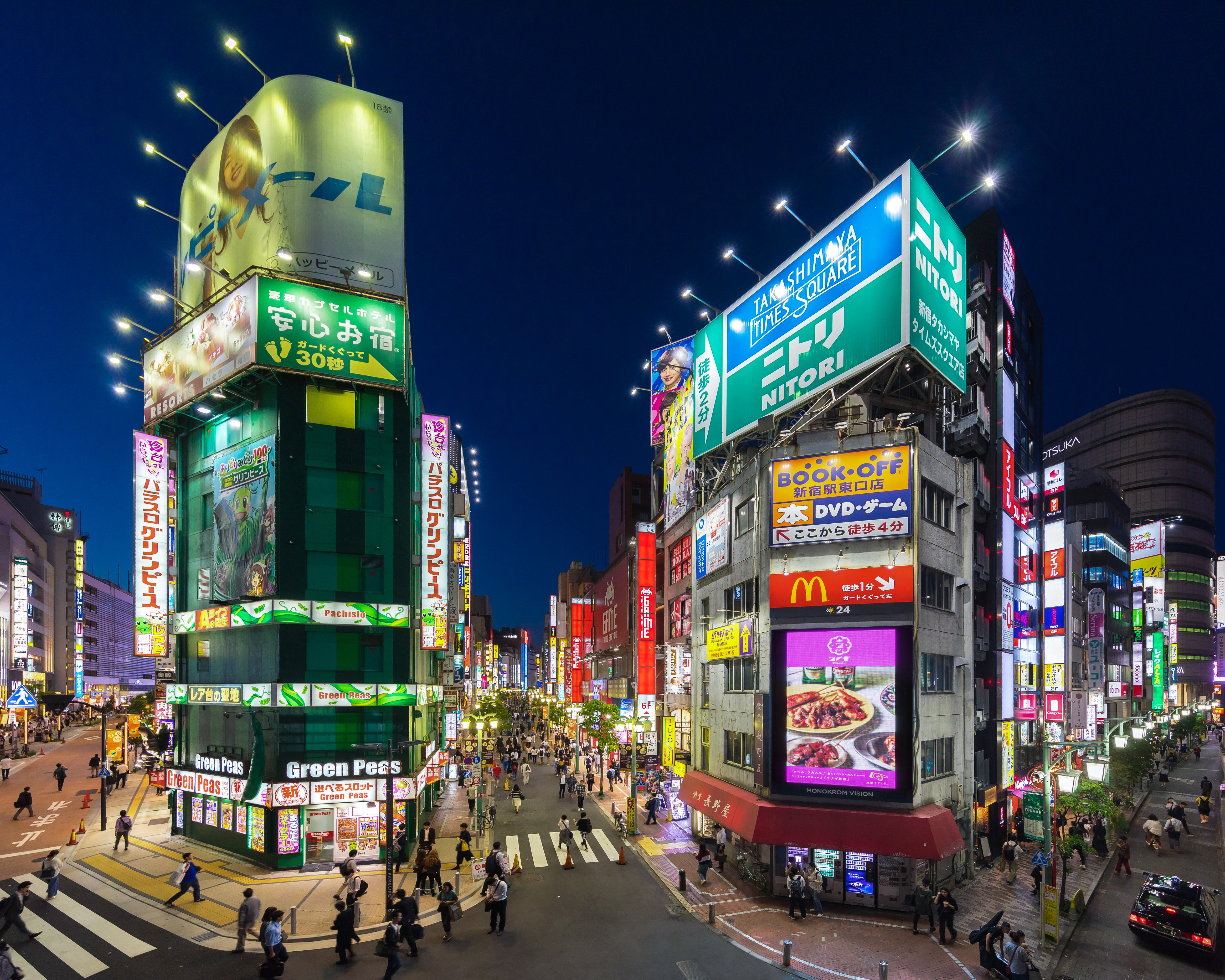
Façades du restaurant Green Peas et du bâtiment Nitori, panneaux néon colorés à l'heure bleue, vues depuis l'avenue Koshu-kaido, gare de Shinjuku JR East. Quartier de divertissement, à Shinjuku (juin 2019).